# 連雀商人
連雀商人 （れんじゃくしょうにん）とは、中世以降の日本の商人の一種で、中世から近世頃にかけての行商人の呼び名の一種である。千朶櫃商人（せんだびつしょうにん）とも呼ばれた。

## 概要
中世以降、京都などの大都市の生産品を地方に運び、農産物や商品の原材料を地方から大都市に持ち込む、行商人が自然発生的に存在するようになった。やがて商工業が発達した室町時代中期以降、近江商人や伊勢商人を中心とした行商人の集団が発達し、商品流通上で盛んな活動を行うようになり、やがてそのようなやり方が各地に普及して行く。こういった行商人集団が「連雀」と呼ばれる背負う道具に商品や荷物を乗せて運んだことから連雀商人と呼ばれる。千朶櫃というのも背負うための道具である。
ただ異説もあり、この背負うための道具のほかに、同時代の文献には「連著」や「連尺」などとも記された例もあり、雀が連なる飛び方に似ているからとかという説明をする人物もいるなど、語源に関しては必ずしも特定されてはいない。表記として現在、広く辞書や教科書等に使われるのは「連雀」である。
なお商人のうち船舶を使うものは廻船商人などと呼ばれるため、一般的には陸路の行商人が連雀商人と呼ばれる。

## 歴史
中世頃の商業では、京都などの都市圏や神社仏閣の寺町などでは店舗を持つ商店もあったが、どちらかと言うと少数であるそういった地域を除くと、行商人による露天形式の市の方が主流であった。それが徐々に特定の地域に定期的な市場が立つようになり、それに伴い商人も移動、巡回して市場に参加するようになる。
このような行商人の存在は、鎌倉時代から発生はしていたが、貨幣経済の発展や、街道交通網の整備が進み、それによって地方で材料などを購入し、大都市で生産品を作る職人にその材料を売り、その生産品を地方に持って行って販売することで利益を上げる形での商業が成立するようになった、室町時代以降に多くなっていく。
そのようにして地域ごとの市場と都市を移動する行商人だが、単独で移動すると移動中の安全の確保が困難でもあった。そのため、集団で移動するようになると共に、道中の安全を確保するための護衛を連れるようになるため、その結果が行商人集団である連雀商人の発生である。横川景三著の『小補東遊集』と言う文献には京都付近でのこととして「運搬人100人以上、護衛60人以上、無数の馬」と記されており、大規模な商隊を形成した例もあったことが窺える。
戦国時代中期以降には戦国大名が城下町を形勢するようになると、その周辺も含め定期的な市の開催が多くなり、連雀商人が集まる時間と場所が多くなる。このため、古い城下町の地名には連雀町・連雀小路といった、その名残を残すような場所も多い。これらの地域では領主から任命された商人頭が役銭徴収などを執り行っていた。
このような連雀商人は近世に入り、ある程度治安も安定して商品流通が発達、都市が中心であった店舗を持つことのできる商人が地方にも普及するようになるにつれ、徐々に衰退し消滅していく。江戸時代中期にも行商人は存在しているが、連雀商人と言う言葉は地名などに残るのみとなった。